# Семела
Семела (грец. Σεμέλη) — четверта  дочка фіванського царя Кадма й Гармонії, кохана Зевса, від якого зачала Діоніса .
Гера, божественна дружина Зевса, у гніві на суперницю вирішила погубити Семелу. Прийнявши на себе зовнішність Берої, годувальниці Семели, вона вселила їй бажання переконатися на власні очі, що її коханий - дійсно те божество, за який видає себе, а для цього просить Зевса з'явитися їй в усій красі своєї величі, з громом і блискавками. Вимушений клятвою виконати прохання Семели, Зевс з'явився перед нею в полум'ї перунів; смертна жінка не витримала небесного вогню і згоріла (або померла від жаху ). Зевс врятував від загибелі недоношений в лоні матері плід, вклавши його у своє стегно і, коли настав час, справив на світ Діоніса. Згідно з древнішим варіантом, збереженим Евріпідом в його трагедії «Вакханки», Діоніс, уже здатний до життя, вийшов із полум'я непошкодженим; колони царського покою випустили з себе зелені гілки плюща, під прохолодним покровом якого і врятувалася дитина.
Пізніше у Фівах у те приміщення, в якому перебувала Семела, було заборонено входити. З неба разом з блискавкою впала дерев'яна колода. Полідор обробив цей обрубок міддю і назвав його Діонісом Кадмом .
Коли син Семели, після численних подвигів, став небожителем, він, подібно Гераклові, зійшов в пекло і, перемігши сили пекла, вивів звідти Семелу, яка з того часу зайняла місце на Олімпі в колі богів під новим ім'ям Тіона (Thyone) . Діоніс спочатку привів її до храму Трезена . Визволення Семели з Аїда зображувалося на святі Героїда в Дельфах . Вона була, однією з менад, постійною супутницею божественного сина, у священних таїнствах, або у веселих урочистих мандрах по землі.
Вже Гесіод і Піндар, обидва - беотійські поети, згадують про Семелу, як про небожительку. Їй присвячено XLIV орфічний гімн. Дійова особа трагедії Есхіла «Семела, або Водоносиці» (фр.168 Радт), трагедії Каркина Молодшого «Семела», Діогена «Семела», трагедії Спінфара «Семела, уражена перуном», ряду комедій і дифірамба Тимофія.